# 1904–1905-ös svájci labdarúgó-bajnokság (első osztály)
Az 1904–1905-ös Swiss Serie A volt a 8. alkalommal megrendezett, legmagasabb szintű labdarúgó-bajnokság Svájcban.
A címvédő a St. Gallen volt. A bajnokságot a Grasshoppers csapata nyerte, a klub történetében immár negyedjére.

## Keleti csoport
| Hely. | Csapat                    | M  | Gy | D | V | G+ | G– | Gk  | P  | Továbbjutás vagy kiesés |
| ----- | ------------------------- | -- | -- | - | - | -- | -- | --- | -- | ----------------------- |
| 1.    | Grasshoppers              | 10 | 9  | 0 | 1 | 44 | 11 | +33 | 18 | Továbbjutó              |
| 2.    | St. Gallen                | 10 | 7  | 1 | 2 | 25 | 14 | +11 | 15 |                         |
| 3.    | Zürich                    | 10 | 7  | 0 | 3 | 27 | 11 | +16 | 14 |                         |
| 4.    | Kickers Zürich            | 10 | 3  | 1 | 6 | 21 | 24 | −3  | 7  |                         |
| 5.    | Blue Stars St. Gallen     | 10 | 2  | 1 | 7 | 10 | 35 | −25 | 5  |                         |
| 6.    | American Wanderers Zürich | 10 | 0  | 1 | 9 | 4  | 36 | −32 | 1  |                         |

## Központi csoport
| Hely. | Csapat           | M | Gy | D | V | G+ | G– | Gk  | P  | Továbbjutás vagy kiesés |
| ----- | ---------------- | - | -- | - | - | -- | -- | --- | -- | ----------------------- |
| 1.    | Young Boys Bern  | 8 | 6  | 1 | 1 | 35 | 10 | +25 | 13 | Továbbjutó              |
| 2.    | Old Boys Basel   | 8 | 6  | 1 | 1 | 27 | 5  | +22 | 13 |                         |
| 3.    | Bern             | 8 | 4  | 2 | 2 | 14 | 12 | +2  | 10 |                         |
| 4.    | Basel            | 8 | 2  | 0 | 6 | 18 | 20 | −2  | 4  |                         |
| 5.    | Weissenbühl Bern | 8 | 0  | 0 | 8 | 5  | 52 | −47 | 0  |                         |

### Rájátszás
|  |

| Young Boys Bern | 2–1 | Old Boys Basel |
| --------------- | --- | -------------- |
| Gól · Gól       |     | Gól            |

|  |

## Nyugati csoport
| Hely. | Csapat            | M | Gy | D | V | G+ | G– | Gk  | P  | Továbbjutás vagy kiesés |
| ----- | ----------------- | - | -- | - | - | -- | -- | --- | -- | ----------------------- |
| 1.    | La Chaux-de-Fonds | 8 | 7  | 0 | 1 | 24 | 10 | +14 | 14 | Továbbjutó              |
| 2.    | Lausanne Sports   | 8 | 7  | 0 | 1 | 31 | 6  | +25 | 14 |                         |
| 3.    | Servette Genf     | 8 | 2  | 2 | 4 | 10 | 17 | −7  | 6  |                         |
| 4.    | Neuchâtel         | 8 | 2  | 0 | 6 | 12 | 18 | −6  | 4  |                         |
| 5.    | FC Genf           | 8 | 0  | 2 | 6 | 4  | 30 | −26 | 2  |                         |

## Döntő
| Hely. | Csapat            | M | Gy | D | V | G+ | G– | Gk | P | Továbbjutás vagy kiesés |
| ----- | ----------------- | - | -- | - | - | -- | -- | -- | - | ----------------------- |
| 1.    | Grasshoppers      | 2 | 2  | 0 | 0 | 4  | 1  | +3 | 4 | Bajnok                  |
| 2.    | La Chaux-de-Fonds | 2 | 0  | 1 | 1 | 3  | 4  | −1 | 1 |                         |
| 3.    | Young Boys Bern   | 2 | 0  | 1 | 1 | 3  | 4  | −1 | 1 |                         |